# Paul Codrea
Paul Codrea (Timișoara, 4 april 1981) is een Roemeens voetballer.
Codrea begon zijn loopbaan in 1996 als middenvelder bij Dinamo Boekarest. Hij brak door bij Politehnica Timișoara en Argeș Pitești en ging in 2001 naar het Italiaanse Genoa CFC. Hierna speelde hij voor US Palermo dat hem ook verhuurde aan Perugia Calcio en Torino FC. Sinds 2006 speelt hij voor AC Siena. Begin 2011 werd hij door deze club verhuurd aan AS Bari.
Sinds 2000 speelt hij voor Roemenië. Hij maakte deel uit van de selectie voor Euro 2008.